# Nossa Senhora do Livramento, Mato Grosso
Nossa Senhora do Livramento este un oraș în Mato Grosso (MT), Brazilia.